# Надерабад (Марказі)
Надерабад (перс. نادراباد) — село в Ірані, у дегестані Ґаракан, у Центральному бахші, шахрестані Аштіан остану Марказі. За даними перепису 2006 року, його населення становило 508 осіб, що проживали у складі 135 сімей.

## Клімат
Середня річна температура становить 11,89 °C, середня максимальна – 31,40 °C, а середня мінімальна – -9,73 °C. Середня річна кількість опадів – 240 мм.
| Клімат поселення                              | Клімат поселення | Клімат поселення | Клімат поселення | Клімат поселення | Клімат поселення | Клімат поселення | Клімат поселення | Клімат поселення | Клімат поселення | Клімат поселення | Клімат поселення | Клімат поселення | Клімат поселення |
| Показник                                      | Січ.             | Лют.             | Бер.             | Квіт.            | Трав.            | Черв.            | Лип.             | Серп.            | Вер.             | Жовт.            | Лист.            | Груд.            |                  |
| Середній максимум, °C                         | 7,38             | 8,80             | 13,26            | 18,66            | 23,39            | 30,08            | 31,40            | 30,29            | 26,12            | 20,18            | 13,23            | 7,96             |                  |
| Середня температура, °C                       | −1,17            | 0,24             | 4,72             | 10,10            | 14,83            | 21,53            | 25,28            | 24,16            | 19,99            | 14,07            | 7,10             | 1,84             |                  |
| Середній мінімум, °C                          | −9,73            | −8,33            | −3,86            | 1,54             | 6,27             | 12,97            | 19,16            | 18,04            | 13,87            | 7,94             | 0,98             | −4,28            |                  |
| Норма опадів, мм                              | 34               | 34               | 45               | 33               | 27               | 4                | 1                | 1                | 0                | 9                | 21               | 31               |                  |
| Середньомісячна швидкість вітру, м/с          | 1.78             | 1.90             | 2.74             | 2.90             | 2.49             | 2.38             | 2.44             | 2.24             | 2.20             | 2.07             | 1.89             | 1.22             |                  |
| Середньомісячна сонячна радіація, кДж/м²·день | 9149             | 12414            | 14948            | 18345            | 22376            | 26823            | 26064            | 24065            | 20915            | 15490            | 11066            | 9035             |                  |
| --------------------------------------------- | ---------------- | ---------------- | ---------------- | ---------------- | ---------------- | ---------------- | ---------------- | ---------------- | ---------------- | ---------------- | ---------------- | ---------------- | ---------------- |
| Джерело:                                      |                  |                  |                  |                  |                  |                  |                  |                  |                  |                  |                  |                  |                  |